# Ray Blanchard
Ray Milton Blanchard, né le 9 octobre 1945 à Hammonton dans le New Jersey, est un sexologue américano-canadien, surtout connu pour ses études sur la dysphorie de genre et sur l'orientation sexuelle. Il publie un ensemble de recherches sur le transsexualisme (dont il a créé une typologie), les paraphilies, et l'asphyxie auto-érotique.

## Formation et carrière
Il obtient son doctorat à l'Université de l'Illinois en 1973. Il a contribué au chapitre sur les troubles de l'identité de genre, publié dans le Manuel diagnostique et statistique des troubles mentaux (DSM-IV-TR) et a été nommé pour participer au nouvel ouvrage du DSM-5.
Lors du travail de révision du DSM-5, il est nommé à la tête du sous-groupe de travail sur les paraphilies. Il propose de modifier la définition des paraphilies afin de différencier les préférences sexuelles inhabituelles mais non pathologiques de celles qui constituent un trouble mental. Le groupe de travail dirigé par Blanchard propose aussi d'introduire de nouvelles catégories de troubles paraphiliques : l'attirance sexuelle pour les jeunes adolescents (hébéphilie) et la préférence sexuelle pour le viol sous le terme de « trouble paraphilique coercitif ». Les deux propositions font controverses et ne seront finalement pas ajoutées au DSM-5.
Blanchard croit en la théorie de la ROGD et a averti dès 2021 qu'il y aurait, selon lui, une épidémie sociale qui entraînerait finalement de nombreux regrets de transition.

## Terme deteleiophilie
Blanchard intronise le terme de teleiophilie qui désigne l'intérêt sexuel exclusif d'un enfant, d'un adolescent ou d'un adulte pour les adultes.